# Berik (buurtschap)
Berik is een buurtschap bij Buggenum in de gemeente Leudal in de Nederlandse provincie Limburg. De buurtschap vormt in feite de zuidelijke uitloper van de dorpskern van Buggenum en bestaat uit circa 35 woningen en boerderijen die als lintbebouwing lang de Berikstraat zijn gelegen.
Berik grenst in het oosten en zuiden aan het rivierdal van de Maas. Oorspronkelijk was zij een apart gehucht binnen de voormalige gemeente Buggenum en lag enkele honderden meters ten zuiden van de dorpskern. Omstreeks 1940 zijn de twee plaatsen aan elkaar vastgegroeid. De buurtschap maakt sindsdien integraal onderdeel uit van het kerkdorp Buggenum, zo bevindt zich hier onder andere basisschool de Antoniusschool en gemeenschapshuis De Roffert. Op de meeste kaarten wordt Berik nog steeds als aparte woonplaats aangegeven, hoewel zij tegenwoordig volledig binnen de bebouwde kom van Buggenum is gelegen. Qua adressering valt zij ook volledig onder de woonplaats Buggenum.
Berik is een van de oudste delen van Buggenum. Er staan nog enkele 19e-eeuwse boerderijen. De voormalige zusterswoning aan de Berikstraat 11a is aangewezen als gemeentelijk monument. Dwars door de buurtschap is in 1879 de spoorlijn Budel - Vlodrop aangelegd die de Berikstraat met een gelijkvloerse spoorwegovergang kruiste. Sinds 2006 is deze overweg definitief afgesloten. De huizen ten zuiden van de spoorlijn zijn inmiddels allemaal gesloopt om plaats te maken voor een bedrijventerrein.
Dorpen: Baexem · Buggenum · Ell · Grathem · Haelen · Haler · Heibloem · Heythuysen · Horn · Hunsel · Ittervoort · Kelpen-Oler · Neer · Neeritter · Nunhem · Roggel

Buurtschappen: Aan de Bergen · Aan het Broek · Achter het Klooster · Asbroek · Beekkant · Berik · Blenkert · Brumholt · Caluna · Castert · De Horck · Dries · Eiland · Eind · Ellerhei · Gendijk · Geneijgen · Gerhegge · Haelense Broek · Hanssum · Heiakker · Heide (Heythuysen) · Heide (Roggel) · Heioord · Heugde · Hoek · Hollander · Hoogschans · Hoogstraat · De Horck · Kappert · Karreveld · Keizerbos · Kinkhoven · Laak · Maxet · Mortel · Nijken · Op de Bos · Ophoven · Overhaelen · Roligt · Santfort (deels) · Schaapsbrug · Schans (Ell) · Schans (Roggel) · Schillersheide · Smidstraat · Strubben · Uffelse · Venne · Vestjenshoek · Vlaas · Waije

Voormalige gemeenten: Haelen · Heythuysen · Hunsel · Roggel en Neer

Limburg: Steden en dorpen      Nederland: Provincies · Gemeenten